# Скелетни систем
Костур или скелет (од грчког σκελετός, скелетос, у значењу суво тело, мумија) је део тела код сложенијих животиња, укључујући и човека, са основном улогом потпоре организма. Постоје две врсте костура или скелета: егзоскелет (спољашњи костур) и ендоскелет (унутрашњи костур). Термин потиче од Lua грешка in package.lua at line 80: module 'Module:ISO 639 name/ISO 639-3 (dep)' not found.  σκελετός (skeletós), са значењем „исушен”. У свакодневном говору, под „костуром“ или „скелетом“ нечега може се тумачити као суштинска потпора датог бића, појаве или предмета.
За правилно функционисање скелета код кичмењака јако су битни елементи калцијум и фосфор.

## Типови скелета
Постоје два главна типа скелета: чврсти и флуидни. Чврсти скелети могу да буду унутрашњи, звани ендоскелет, или спољашњи, звани егзоскелет, и могу се даље класификовати као гипки (еластични/покретни) или крути (тврди/непокретни). Флуидни скелети су увек унутрашњи.

### Егзоскелет
Егзоскелети су спољашњи, и присутни су код многих бескичмењака; ограђују и штите мека ткива и органе тела. Неке врсте егзоскелета подлежу периодичним митарењима током раста животиње, као што је случај код многих зглавкара укључујући инсекте и ракове.
Егзоскелет инсеката није једини вид заштите. Он осим заштите служи као површина за везивање мишића, као водонепропусна заштита против исушивања, и као чулни орган који формира интеракције са окружењем. Љуска шкољки исто тако врши ове функције, изузев што у већини случајева нема осетну функцију.
Спољашњи скелет може да буде прилично тежак у односу на свеукупну масу животиње, тако да су на копну организми који имају егзоскелет углавном релативно мали. Нешто веће водене животиње могу да подржавају егзоскелет, јер је његова тежина мање значајан фактор под водом. Јужна гигантска шкољка, врста екстремно велике слановодне шкољке у Тихом океану, има егзоскелет који је масиван у погледу величине и тежине. Syrinx aruanus је врста морског пужа са веома великом љуском.

### Ендоскелет
Ендоскелет je унутрашња структура подршке животиње, која се састоји од минерализованог ткива и који је типичан за кичмењаке. Ендоскелети варирају по комплексности од оних који служе једино за подршку (као што је случај код сунђера), до оних који служе као места везивања за мишиће и као механизам за пренос мишићне силе. Прави ендоскелет је изведен из мезодермног ткива. Такви скелети су присутни код бодљокожаца и хордата.

### Биљни скелети
Биљни скелети имају способност повијања; стога кад се стрес примени на скелеталну структуру, она се деформише и затим враћа у своје почетно стање. Ова скелетална структура се користи код неких бескичмењака, на пример у превоју дводелних шкољки или мезоглеји жарњака, као што је медуза. Гипки скелетони су корисни, јер су само мишићне контракције потребне за савијање скелета; након релаксације мишића, скелет се враћа у свој почетни облик. Хрскавичаво ткиво је материјал од кога гипки скелети могу да буду формирани. Већина гипких скелета је формирана од мешавине протеина, полисахарида, и воде. Ради додатних структурних или заштитних функција, гипки скелети могу да буду подржани крутим скелетима. Организми који имају гипке скелете типично живе у води, која подржава телесну структуру у одсуству крутог скелета.

### Крути костури
Крути костури немају способност покретања кад су под притиском, те формирају снажни систем подршке који се најчешћи среће код копнених животиња. Такав тип костура се јавља код животиња које живе у води и користи се превасходно за заштиту (као што је случај код љуштура витичњака и пужева) или код животиња које се брзо крећу као додатна подршка мишићном систему при пливању кроз воду. Крути скелети се формирају од материјала који садрже хитин (код зглавкара), једињења калцијума као што је калцијум карбонат (код камених корала и мекушаца) и силикате (код силикатних алги и радиоларије).

### Цитоскелет
Цитоскелет (гр. kytos = ћелија) се користи да се стабилизује и очува форма ћелија. То је динамичка структура која омогућава одржавање облика ћелије, штити ћелију, омогућава ћелијско кретање (помоћу структура као што су флагеле, трепље и ламелиподије), и игра важне улоге у интрацелуларном транспорту (кретању везикула и органела, на пример) и у ћелијској подели.

### Флуиди скелета

#### Хидростатички скелет (хидроскелет)
Хидростатички скелет је полу-крута, мекана ткивна структура испуњена течношћу под притиском, и окружена мишићима. Уздужни и кружни мишићи око тела ових животиња омогућавају кретање наизменичним продужавањем и контракцијама дуж дужине. Хидростатички скелет је на пример присутан код кишне глисте.

## Скелетни систем кичмењака
Скелет даје телу чврстину, пружа ослонац за причвршћивање мишића и штити осетљиве органе (чула и нервни систем). Настаје од мезодерма и налази се у унутрашњости тела (ендоскелет).
У току еволуционог развића кичмењака најпре се јавио скелет везивне природе (хорда) који је касније замењен хрскавичавим, односно коштаним скелетом. Хрскавичав скелет имају најнижи кичмењаци (колоусте, хрскавичаве рибе), док остали кичмењаци почев од кошљориба имају коштани скелет. У току ембрионалног развића скелет се такође најпре јавља у везивној форми, а касније се замењује прво хрскавичавим, а затим и коштаним ткивом. 
Скелет је по грађи врло сличан код свих кичмењака. Њега чини:
- осовински скелет
- скелет екстремитета (удова)
- шкржни (висцерални) скелет
- кожни скелет

### Осовински скелет
Осовински скелет чини кичменица и главени скелет, а припадају му ребра и грудна кост.

#### Главени скелет
Главени скелет сачињавају лобања и вилично-језични апарат. Лобања обухвата и штити мозак и главне чулне органе. Вилично-језични апарат настаје од шкржног (висцералног) скелета. Овај скелет је најсложеније грађен део скелетног система.

##### Лобања
Код колоуста лобања је углавном везивне природе, а вилице нису развијене. Код нижих риба (ајкула) је хрскавичава и формирају се вилице. Почев од виших риба па надаље у еволуцији лобања је састављена од већег броја сраслих костију. Код свих риба она је непокретно везана за кичменицу што погодује пробијању кроз воду. Код копнених кичмењака образован је покретан зглоб између лобање и кичменице. На лобањи се образују потиљачни глежњеви (зглобни наставци) који залазе у одговарајућа удубљења на првом кичменом пршљену. Водоземци и сисари имају два, а гмизавци и птице један непаран потиљачни глежањ.

##### Вилично-језични апарат
Шкржни скелет се састоји од 6-7 пари шкржних лукова који имају улогу подупирача шкрга. Код свих кичмењака прва два шкржна лука ступају у везу са лобањом и губе првобитну улогу заштите и ослонца шкрга. Први од њих је вилични (мандибуларни) лук који подупире и уоквирује усни отвор, а други је језични (хиоидни) лук који служи као ослонац језику, а осим тога повезује први лук са лобањом.
Код виших риба се у горњој вилици образује квадратна кост, а у доњој вилици артикуларна кост па се преко ових костију зглобљавају горња и доња вилица.
Код водоземаца остаје исти зглоб доње и горње вилице и долази до потпуног срастања горње вилице са лобањом. Услед тога, језични лук, преко кога се веза између лобање и вилица остваривала, губи ту функцију и од његовог дела настаје мала кост у средњем уху названа колумела. Колумелу имају и гмизавци и птице, док код сисара она одговара узенгији (једна од три слушне кошчице).
Код гмизаваца, у зависности од начина исхране кости виличног скелета могу бити покретно међусобно зглобљене или непокретне и чврсте. Код змија и гуштера које хватају покретан плен све су кости покретно зглобљене како међусобно тако и са лобањом. Захваљујући томе уста се могу јако отворити тако да ове животиње могу да прогутају крупан плен. Та покретљивост је нарочито изражена код отровних змија, чија вилична кост напред носи отровне зубе. Када су уста затворена ови зуби су окренути уназад, а када се уста отворе покретни механизам аутоматски усправља зуб. Код корњача које се хране биљном храном и крокодила који раскидају плен, овај систем костију је непокретан и чврст.
Кости лобање, као и целог скелета, птица су врло танке, лаке и међусобно срасле, а зуби су замењени кљуном.
Код сисара квадратна и артикуларна кост су прешле у средње ухо и од њих настају чекић и наковањ, а од колумеле је настала узенгија. У вези са тим остварен је нови зглоб доње вилице између доњовиличне кости и лобање. Остатак висцералног скелета образује подјезични скелет и хрскавицу гркљана.

#### Кичменица, ребра и грудна кост
Кичменица је састављена из покретно зглобљених кичмених пршљенова који образују чврст а еластичан осовински скелет што кичмењацима омогућава брзо и разнолико кретање (трчање, гмизање, скакање, летење).
Пршљенови се образују окохорде која је код сисара веома редукована па се њени последњи остаци налазе у везивном ткиву између пршљенова. Код колоуста се јављају само хрскавичави зачеци кичменице. 
Код нижих риба (ајкула) је потпуно развијена, али је хрскавичава, док је код кошљориба и осталих кичмењака потпуно окоштала.

##### Грађа кичменог пршљена
На пршљену се разликује тело са кога полази пар доњих, пар горњих лукова и неколико наставака за међусобно зглобљавање пршљенова. Горњи луци окружују кичмену мождину, срастају изнад ње образујући један непаран трнолики наставак. Доњи луци се код копнених кичмењака редукују и своде на двојне наставке на које се ослањају ребра.
Број кичмених пршљенова се разликује код различитих група кичмењака па их тако, нпр. код змија може бити и преко 400.

##### Регионална диференцијација кичменице
Пршљенови се у извесној мери међусобно разликују зависно од региона кичменице у коме се налазе, односно зависно од функције коју врше. 
Код риба се уочавају само два региона трупни (носе ребра) и репни. 
Код сувоземних кичмењака кичменица је издељена на 5 региона:
1. вратни (лат. leuricalis) – код сисара (човека) их има 7; први (атлас) има изглед прстена ма коме се налази једно или два удубљења за зглобљавање са потиљачним глежњевима; други (епистрофеус) носи зуболики наставак који залази у прстен атласа који се може око њега окретати (окретање главе);
2. грудни – има их 12 код човека; носе ребра;
3. слабински (лат. lumbalis)– има их 5;
4. крсни – има их 5 и код човека су срасли у крсну кост;
5. репни – има од 3 до 6; код човека се од закржљалих пршљенова образује тртична кост

##### Грудни кош
Код виших кичмењака (гмизавци, птице и сисари) ребра се везују за кичменицу и за грудну кост па се тако образује грудни кош. Он има великог значаја у процесу дисања (мења се запремина грудне дупље), а осим тога је и ослонац предњим удовима.

### Скелет удова
Код кичмењака су се у току еволуције развили парни и непарни удови. Непарни удови су заступљени само код колоуста и риба, у виду непарних пераја. Непарна пераја риба су леђно, репно и анално, док су грудна и трбушна парна.

### Парни удови кичмењака
Састоје се од основног непокретног дела (раменски и карлични појас), који даје ослонац скелету покретног дела удова.

#### Предњи удови
Раменски појас је код риба спојен са главом, непокретан је. Код сувоземних кичмењака, с обзиром да је глава покретна, његова веза са главеним скелетом је ишчезла па се он везује за грудну кост.
	Рамени појас сувоземних кичмењака састоји се од три парне кости:
1. лопатица – налази се на леђној страни;
2. кључњача
3. коракоидна кост.

Кључна и коракоидна кост се налазе на трбушној страни и ослањају се на грудну кост. Ове две кости могу бити редуковане или чак ишчезавају. Код сисара коракоидна кост је редукована и сведена на наставак на лопатици назван гавранов кљун. Код неких сисара (копитари, зверови) чији се удови једнолико крећу (напред – назад) ишчезава и кључњача па се њихов рамени појас састоји само од лопатице.
Покретни део скелета предњих удова чине:
- рамењача
- жбица
- лакатна кост
- кости корена шаке
- кости шаке
- кости прстију

	За раменски појас се зглобљава рамењача, која се преко лакатног зглоба везује са жбицом и лакатном кости. На њих се надовезују кости корена шаке – ситне кости поређане у три низа. За кореном шаке следе кости шаке коју чине дуже кошчице чији број одговара броју прстију. На њих се настављају ситне кости прстију. Број прстију код кичмењака примарно износи пет. Међутим, код многих је дошло до редукције броја прстију што је у вези са начином кретања. Код птица (крила) постоје три прста, код неких папкара, нпр. свиње, их има 4 (два дужа и два краћа) док код других (говеда) их је 2. Код копитара је само један прст и то трећи.

#### Задњи удови
Карлични појас је код риба слабо развијен, док је код копнених кичмењака много јаче развијен јер су задњи удови од великог значаја за кретање. Причвршћен је за крстачни регион кичменице. У његов састав улазе са сваке стране по три кости:
1. бедрењача – на леђној страни;
2. седњача
3. препоњача.

Седњача и препоњача се налазе на трбушној страни. Лева и десна страна трбушног дела карличног појаса међусобно срастају у затворен прстен. Изузетак чине птице чији је карлични појас отворен због ношења јаја.
Покретни део скелета задњих удова сачињавају следеће кости:
- карлична кост - појас
- бутна кост
- голењача
- лишњача
- кости корена стопала
- кости стопала
- кости прстију

Покретни део скелета задњих удова изграђен је по истој шеми као и скелет предњих удова. За карлични појас се зглобљава снажна бутна кост, највећа кост код кичмењака. Она се преко коленског зглоба везује за голењачу и лишњачу (слабије развијена). Код сисара се на предњој страни колена налази мала кост –чашица. Корен стопала се састоји од три низа костију, при чему су у првом низу петна и скочна кост. На корен стопала се надовезују дуже кости стопала чији број зависи од броја прстију. За стопалом следе кости прстију чији је број примарно пет.

### Кожни скелет
Заступљен је код риба у виду крљушти смештених у крзну коже и код корњача и крокодила у виду коштаних плоча које су одозго препокривене рожним плочама и образују оклоп, и код ајкула у виду кожних зубића. Међу сисарима само оклопник има развијен кожни скелет у виду коштаних плоча покривених рожним плочама.